# 沙坝镇 (冕宁县)
沙坝镇，是中华人民共和国四川省凉山彝族自治州冕宁县曾经下辖的一个镇。2019年12月，撤销沙坝镇，所属行政区域划归漫水湾镇管辖。

## 行政区划
沙坝镇撤销前下辖以下地区：
环街村、幸福村、胜利村、三关村、玉马山村、霸王塘村、农丰村、曙光村、迎丰村、高田村、老鸦村、轿顶村和二村沟村。